# 景宏岛
景宏島（英語：Sin Cowe Island，越南語：、生存岛），位於南沙群島中的島嶼，目前由越南控制，並於2014年間開始進行填海造陸，已經完成一個港口。中華民國、中華人民共和國及菲律賓等國亦聲稱對此島擁有主權。

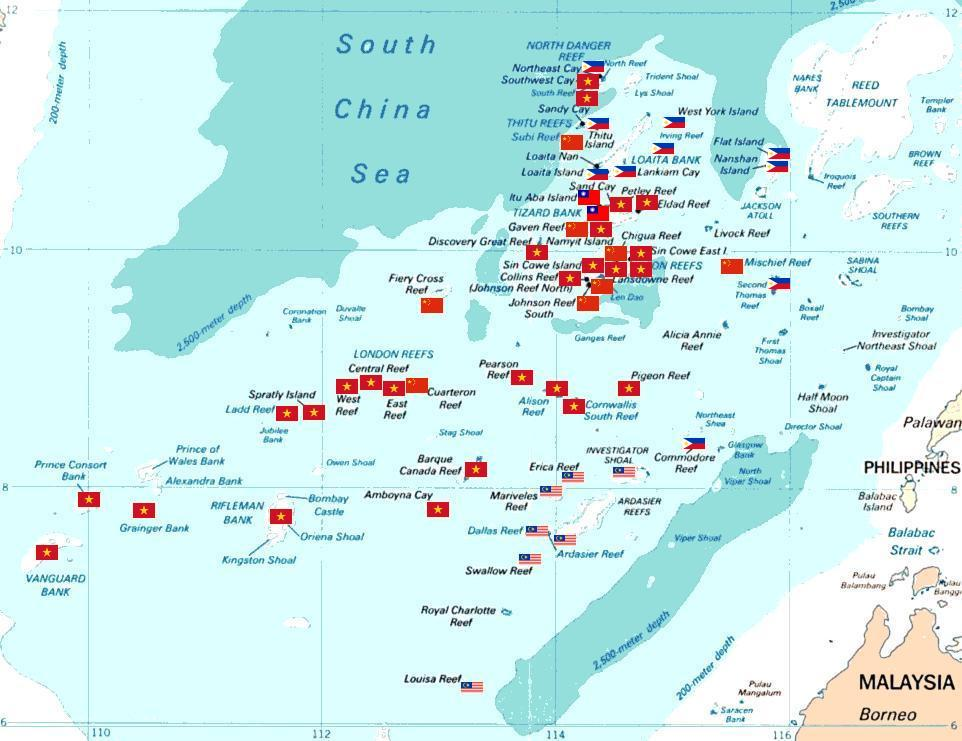
南海周邊諸國於南沙群島各島礁及沙洲的駐軍情況。

## 名稱由來
島的中文命名取自隨同鄭和下西洋的副使王景宏。中国渔民称为“秤钩”（海南音Singao），英国探测船据此译为“Sin Cowe Island”，载入18世纪海图中。

## 地理位置
景宏岛位於南沙群島西北部九章群礁的西北邊緣。
- 西距永暑礁（中控）约130公里。
- 西北距郑和环礁南薰礁（中控）约40公里，
- 北距郑和环礁鸿庥岛（越控）约32公里（17海里）、北距郑和环礁太平岛（台控）约50公里，
- 东北距郑和环礁敦谦沙洲（越控）和舶兰礁（越控）约60公里。

| 赤瓜礁 鬼喊礁 华礁 吉阳礁 景宏岛 南门礁 西门礁 东门礁 安乐礁 长线礁 主权礁 牛轭礁 琼礁 屈原礁 漳溪礁 扁参礁 龙虾礁 染青沙洲 染青东礁 九章群礁 |

## 地質地形
- 岛形呈椭圆形，最高點海拔3.6米，是九章群礁中唯一高於海平面的島嶼。
- 全島的總面積約0.1平方公里，是南沙群島中的第七大島嶼。

## 岛上状况
- 岛上有淡水，但因受鸟粪污染，不能饮用。
- 全年高温多雨。
- 该岛是越南在南沙的第二指挥部所在地，建有码头、塔楼、炮楼、医疗站、风力发电站等设施。岛上有越南驻军一个连，约100人。

## 时间线
- 1935年，中華民國水陸地圖審查委員會公佈名稱為「辛科威岛」[1]。
- 1938年，日本占领景宏岛，將其命名為「飛鳥島」。[2]
- 1945年，抗日战争胜利后，日本驻军于8月26日向中华民国投降。
- 1973年7月至1974年2月间，南越（西贡当局）政府占领景宏岛，并派军驻守。
- 1975年4月27日，北越（今越南）佔領该岛。
- 2014年4月初，越南开始在景宏岛兴建其在南沙的第二所小学。

## 外部連結
- 在GOOGLEMAP查看景宏島位置
- 在Wikimapia 查看景宏島 （页面存档备份，存于）